# Jamaica Bay Wildlife Refuge
Jamaica Bay Wildlife Refuge este o rezervație naturală din Orașul New York administrată de National Park Service⁠(en)[traduceți] ca parte a Gateway National Recreation Area⁠(en)[traduceți]. Este alcătuită din apele deschise și smârcurile sărate⁠(en)[traduceți] și zonele umede tidale din Golful Jamaica⁠(en)[traduceți]. Se află în întregime între limitele Orașului New York, delimitată între borough-urile⁠(en)[traduceți] Brooklyn la vest și Queens la est.

## Descriere
Jamaica Bay Wildlife Refuge constă în câteva insule din Golful Jamaica aflate atât în Brooklyn, cât și Queens. Porțiunea din Queens este situată în apropierea Aeroportului Internațional John F. Kennedy, care a fost construit pe o porțiune azonelor umede din Golful Jamaica.  În aprilie 1942, Orașul New York a început să plaseze umplutură hidraulică peste țărmurile tidale smârcoase din zonă.  Aeroportul Internațional JFK este acum al șaselea cel mai aglomerat aeroport din Statele Unite și s-ar putea ca traficul aerian să reprezinte pentru mediul înconjurător niște amenințări serioase legate de poluarea fonică.
Suprafața rezervației constă în principal în ape deschise, însă include și linii înalte ale țărmului și insule cu smârcuri sărate, dune, iazuri salmastre, zone cu copaci⁠(en)[traduceți] și câmpuri. Este singura „rezervație naturală” din National Park System⁠(en)[traduceți]. Inițial creată și administrată de Orașul New York ca rezervație pentru viețuitoare sălbatice, termenul („Wildlife Refuge”) a fost păstrat atunci când Gateway a preluat conducerea sitului în 1972. De obicei, rezervațiile federale pentru viețuitoare sălbatice sunt administrate de U.S. Fish and Wildlife Service⁠(en)[traduceți]. Printre bunurile create sub conducerea orașului se numără două mari iazuri cu apă dulce. Un centru pentru vizitatori cu loc de parcare furnizează permisuri gratuite de mers pe trasee. Cele două trasee principale înconjoară Iazul de Est („East Pond”) și Iazul de Vest („West Pond”). Iazul de Vest și traseul său au fost însă distruse de Uraganul Sandy în 2012.

## Faună

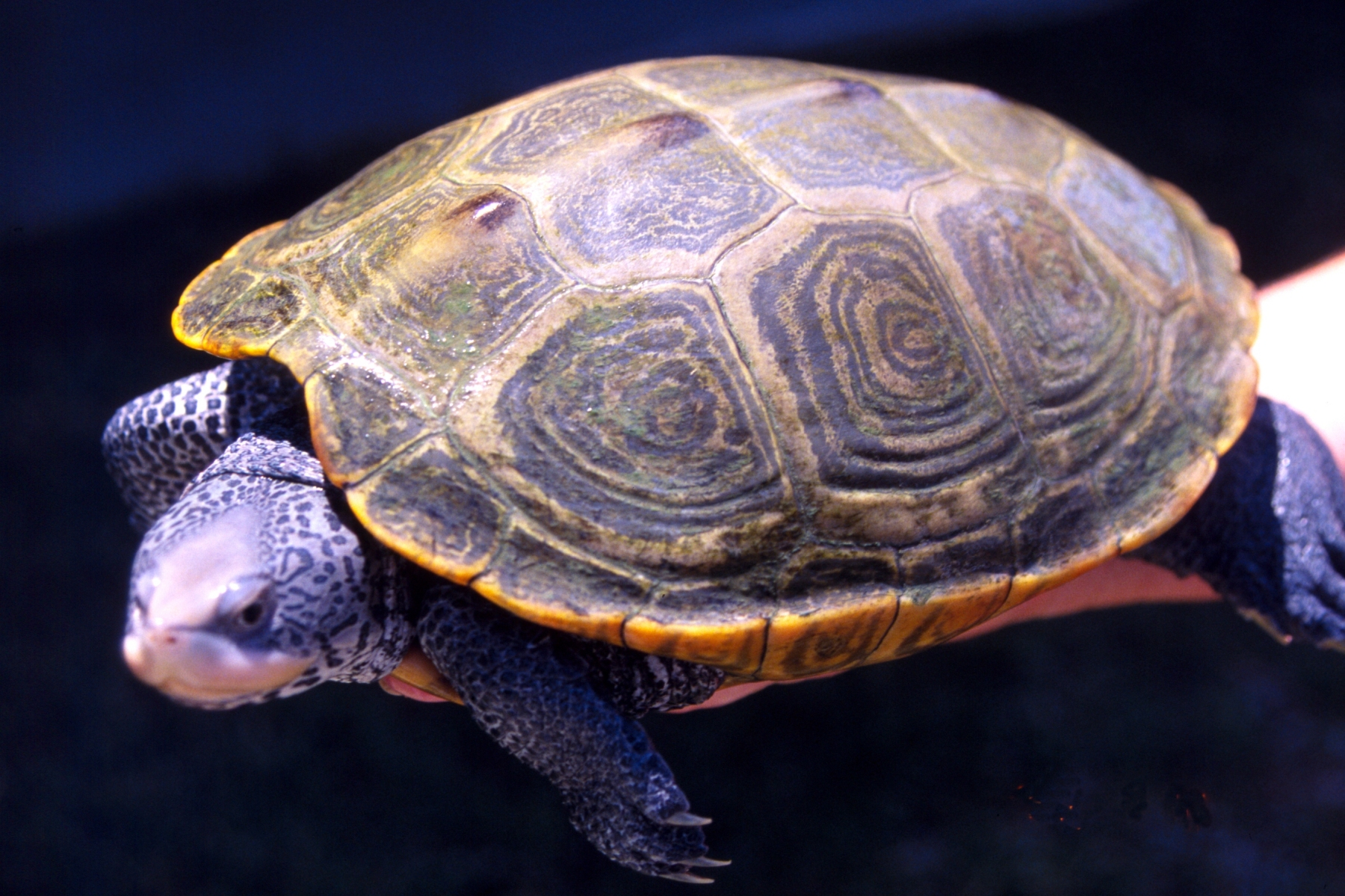
en femelă adultă

Rezervația oferă habitat pentru o varietate largă de floră și faună, atât marină, cât și terestră. Cu păsări sedentare și migratoare, este o locație primă pentru birdwatching în Orașul New York⁠(en)[traduceți]. Printre alte activități animale se numără depunerea ouălor de către țestoase cu spate de diamant⁠(en)[traduceți] și împerecherea între și depunerea ouălor de către Limulus polyphemus⁠(en)[traduceți]. Printre alimentele principale din dieta țestoasei cu spate de diamant se numără pești, melci, viermi, scoici, crabi și plante de smârcuri, dintre care multe sunt din belșug în tocmai aceste zone smârcoase. Uliganii pescari, care odinioară erau pe cale de dispariție din cauza pesticidului DDT, cuibăresc în mod regulat în rezervație din 1991 încoace. În prezent sunt capturați, etichetați și studiați în Wildlife Refuge pentru a îi ajuta pe oamenii de știință să înțeleagă mai bine obiceiurile păsării.  Mamifere mici precum veverița din Carolina⁠(en)[traduceți] și ratoni sunt de asemenea prezente în zonă. Populația de ratoni mărită recent, totuși, a prins gust pentru ouăle de țestoase cu spate de diamant, iar multe cuiburi sunt adeseori distruse la doar 24 de ore după ce au fost făcute.

## Istorie
Planificarea rezervației naturale a fost inițiată încă din 1938 de către Robert Moses⁠(en)[traduceți], comisarul de la New York City Department of Parks and Recreation⁠(en)[traduceți] (NYC Parks), care dorea să rezonifice zona din jurul Golfului Jamaica pentru a împiedica orice alte industrii din a se construi în jurul acesteia. Până în 1941, Moses plănuia să convertească Golful Jamaica într-un centru recreativ de 7.300 ha. În 1945 a cerut organului guvernamental New York City Board of Estimate⁠(en)[traduceți] să transfere controlul asupra Golfului Jamaica către NYC Parks, pentru ca el să poată converti golful în ceea ce The New York Times a descris ca „un paradis pentru viețuitoare sălbatice și o mecca pentru pescari și pasionații de mersul cu barca”. După în jur de doisprezece ani de planificare, Moses a început lucrările în parc în 1950.
Lui Moses îi este atribuită introducerea ideii de a crea iazuri neindigene cu apă dulce pe fiecare parte a rezervației. Existența iazurilor cu apă dulce în apropierea smârcului cu apă săratCategoriiă al golfului ar atrage mai multe varietăți de animale sălbatice. În jur de 84.000 de muncitori au fost angajați pentru dezvoltarea parcului.

### Primii ani
Prima fază a proiectului a fost terminată în 1953, iar Herbert Johnson a fost numit primul administrator al rezervației. Situl a devenit repede un paradis pentru anseriforme și alte păsări; 208 specii de păsări au fost identificate în primii cinci ani ai parcului. Rezervația a atras specii precum forfecarul negru⁠(en)[traduceți] și egreta de zăpadă⁠(en)[traduceți], care nu au mai fost văzute în zona Orașului New York de câteva decenii. Alte animale sălbatice precum urși negri americani, coioți, cerbi wapiti și chiar și lupi puteau fi găsite în parc în primii ani. Până la sfârșitul anilor 1950, mulți practicanți ai birdwatching-ului începuseră să viziteze parcul.
În 1972, situl a intrat sub controlul agenției National Park Service⁠(en)[traduceți], care administrează rezervația ca parte a Gateway National Recreation Area⁠(en)[traduceți].

### Secolul al XXI-lea
Ca urmare a schimbărilor climatice, zona Golfului Jamaica se confruntă cu efecte precum eroziunea smârcurilor sărate, niveluri crescânde ale mării și inundații. În 2012, Mayor Michael R. Bloomberg și ministrul de interne Ken Salazar⁠(en)[traduceți] au autorizat crearea organizației Jamaica Bay-Rockaway Parks Conservancy, Inc. (JBRPC). Organizația de tip public-privat a fost înființată oficial în 2013, parteneră cu National Park Service⁠(en)[traduceți], New York City Department of Parks and Recreation⁠(en)[traduceți] și New York State Department of Parks, Recreation and Historic Preservation⁠(en)[traduceți], și este „dedicată îmbunătățirii a 10.000 de acri de parcuri publice pe tot parcursul Golfului Jamaica și peninsulei Rockaway, Queens⁠(en)[traduceți] pentru deopotrivă localnici și vizitatori.” Printre alte organizații dedicate ocrotirii golfului se numără Jamaica Bay Ecowatchers și The American Littoral Society.
În 2016, David Segal și David Hendrick au lansat documentarul Saving Jamaica Bay, narat de actrița Susan Sarandon. Filmul înfățișează istoria rezervației naturale naționale și eforturile actuale de a ocrotii peisajul natural și viețuitoarele sălbatice.
În 2018 s-a estimat că 365 de specii au fost identificate în parc. Din 417 parcuri naționale din SUA⁠(en)[traduceți], Golful Jamaica ocupă locul doi după populația de păsări, mai mult decât Yellowstone sau Yosemite.
Un proiect de restaurare de $400 de milioane a fost început în 2018 pentru a combate eroziunea și poluarea, îndepărta resturile maritime și pentru a repara daunele provocate de furtuna Uraganului Sandy. Poteca Iazului de Vest de la Jamaica Bay Wildlife Refuge s-a redeschis în noiembrie 2021 după o lucrare de restaurare.